# Zeddiani
Zeddiani ist eine italienische Gemeinde (comune) mit 1127 Einwohnern (Stand 31. Dezember 2023) in der Provinz Oristano auf Sardinien. Die Gemeinde liegt etwa neun Kilometer nördlich von Oristano am Riu Sa Praia.

## Verkehr
Am südöstlichen Rand der Gemeinde führt die Strada Statale 131 Carlo Felice von Cagliari nach Porto Torres.

## Kultur
La Sagra del Pomodoro ist das jährliche Tomatenfest der Stadt und feiert die sardinische Tomate. Das Festival findet seit 1987 statt, um die reiche Tradition des Tomatenanbaus in der Region zu ehren. Beim Festival werden Tomaten in allen Varianten präsentiert: Saucen, Eintöpfe und unzählige Sorten, die die zentrale Rolle der Zutat in der sardinischen Küche zeigen. Zu den Höhepunkten gehören der Kochwettbewerb Tomodʼoro, Verkostungen regionaler Speisen und Weine sowie lebhafte Aufführungen traditioneller sardinischer Musik und Tänze. Für eine verspielte Note ist außerdem Tomo dabei, ein anthropomorphes Tomatenmaskottchen.

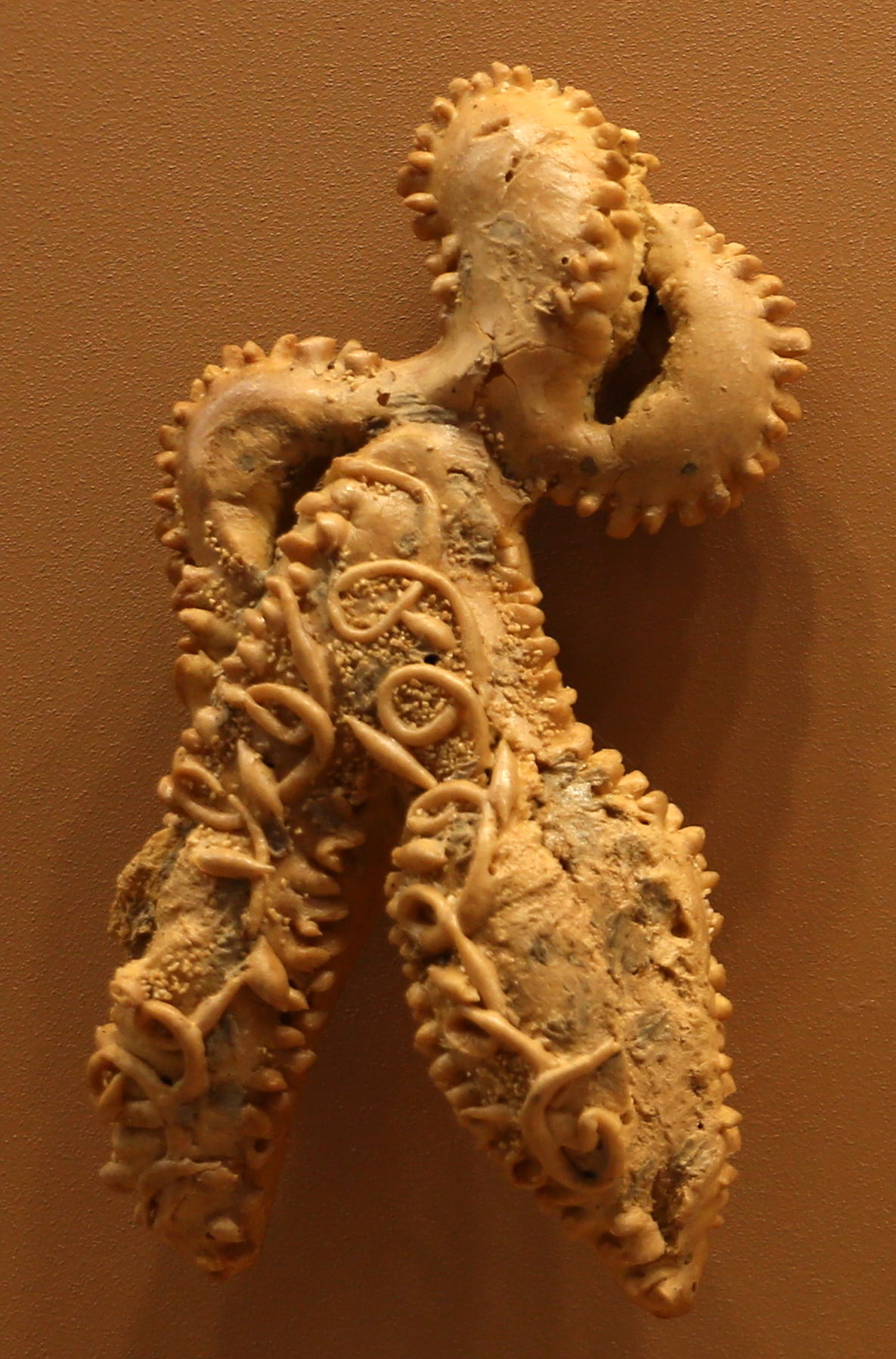
Zeremonialbrot